# Powiat kolski

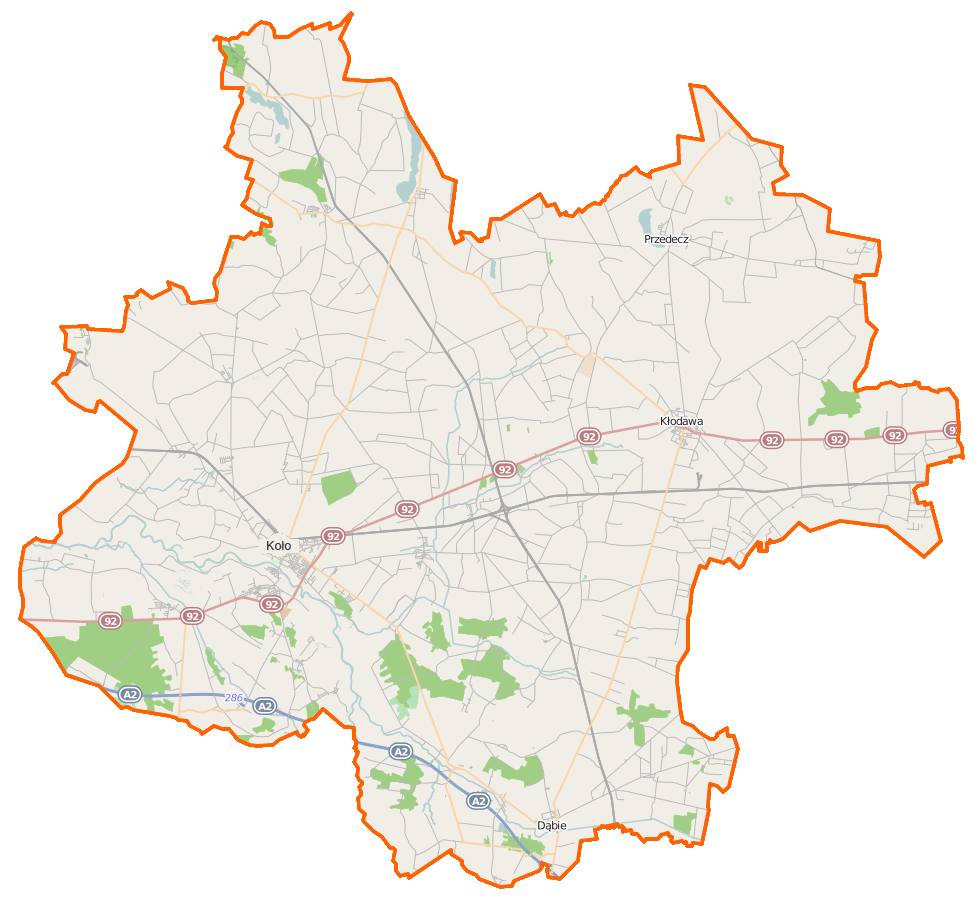
Mapa powiatu

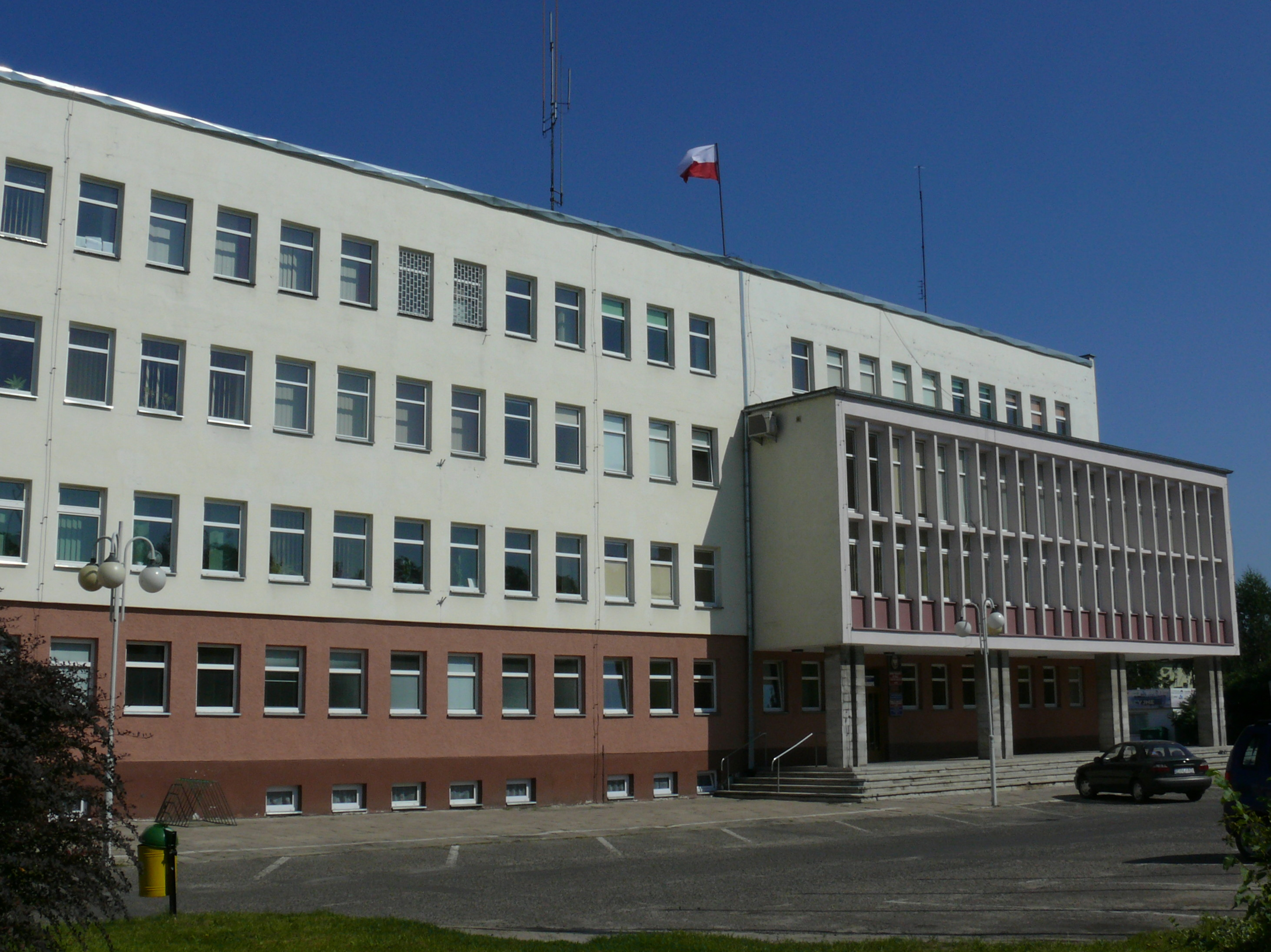
Gmach Starostwa Powiatowego w Kole

Powiat kolski – powiat w Polsce, we wschodniej części województwa wielkopolskiego, z siedzibą w Kole. Powstał w 1867 r. w wyniku wydzielenia ze wschodniej części powiatu konińskiego w guberni kaliskiej Królestwa Polskiego. Przywrócony w wyniku reformy administracyjnej przeprowadzonej w 1999 r.
Według danych z 31 grudnia 2019 roku powiat zamieszkiwało 86 727 osób. Natomiast według danych z 30 czerwca 2020 roku powiat zamieszkiwały 86 473 osoby.
W skład powiatu wchodzą:
- gminy miejskie: Koło
- gminy miejsko-wiejskie: Dąbie, Kłodawa, Przedecz
- gminy wiejskie: Babiak, Chodów, Grzegorzew, Koło, Kościelec, Olszówka, Osiek Mały
- miasta: Dąbie, Kłodawa, Koło, Przedecz

## Demografia
Liczba ludności (dane z 30 czerwca 2014):
|        | Ogółem | Ogółem | Kobiety | Kobiety | Mężczyźni | Mężczyźni |
| osób   | %      | osób   | %       | osób    | %         |           |
| ------ | ------ | ------ | ------- | ------- | --------- | --------- |
| Ogółem | 88 924 | 100    | 45 261  | 50,90   | 43 663    | 49,10     |
| Miasto | 33 498 | 37,67  | 17 613  | 19,81   | 15 885    | 17,86     |
| Wieś   | 55 426 | 62,33  | 27 648  | 31,09   | 27 778    | 31,24     |

▶Wieś vs ▶miasto
Ogółem (▶k, ▶m)
Miasto (▶k, ▶m)
Wieś (▶k, ▶m)
Powiat kolski zamieszkuje 88 926 osób osiedlonych w 4 miastach i 278 miejscowościach wiejskich. Na 1 km² przypada przeciętnie 87 mieszkańców. Największa gęstość zaludnienia charakteryzuje gminę miejską Koło (1658 osób/km²), natomiast najmniej zaludniona jest gmina miejsko-wiejska Dąbie (49 osób/km²). Ogółem w powiecie liczebnie przeważają kobiety (średnio 105 na 100 mężczyzn), jedynie w dwóch gminach sytuacja jest odwrotna.
Ludność w wieku produkcyjnym stanowi 63% ogólnej liczby mieszkańców, a na 100 osób w wieku produkcyjnym przypada 58 osób w wieku nieprodukcyjnym, tj. o 4 osoby więcej niż przeciętnie w województwie wielkopolskim.
- Piramida wieku mieszkańców powiatu kolskiego w 2014 roku[5].

## Geografia
Pod względem ukształtowania powierzchni powiat kolski to obszar nizinny. Na jego terenie znajdują się Kotlina Kolska, Wysoczyzna Kłodawska i Wysoczyzna Turecka (Nizina Południowowielkopolska) oraz Pojezierze Kujawskie. Najważniejszą rzeką regionu jest Warta oraz jej dopływy Ner, Rgilewka i Kiełbaska oraz przepływająca przez północne krańce powiatu Noteć. Na terenie powiatu znajdują się 4 jeziora, z których 3 należą do kompleksu jezior goplańskich. Obszary leśne zajmują około 12% powierzchni.
Powiat kolski zajmuje obszar 1011 km² i administracyjnie obejmuje 11 gmin – w tym 1 gminę miejską, 3 miejsko-wiejskie i 7 wiejskich. Gminy są podzielone na 212 sołectw. Graniczy z powiatami: konińskim, tureckim (województwo wielkopolskie), kutnowskim, łęczyckim, poddębickim (województwo łódzkie), radziejowskim oraz włocławskim (województwo kujawsko-pomorskie).

## Historia
W okresie kształtowania się podziału administracyjnego państwa polskiego, to jest w czasach panowania Bolesława Chrobrego, większość dzisiejszego powiatu z obecnym miastem Koło należała do kasztelanii lądzkiej i wchodziła w skład Wielkopolski. Lubotyń, Brdów i Przedecz należały do Kujaw, z kolei Dąbie i Kłodawa do kasztelanii łęczyckiej. Po reformie administracji państwowej w XIV wieku ziemia kolska znalazła się w powiecie konińskim, województwie kaliskim. Po drugim rozbiorze została włączona do tzw. Prus Południowych. Na mocy decyzji kongresu wiedeńskiego z 1815 r. ziemie te stanowiły część zaboru rosyjskiego w ramach Królestwa Polskiego. W wyniku dokonanego podziału administracyjnego Królestwa w 1837 r. ziemia kolska znalazła się w granicach guberni mazowieckiej.
Historycznym wydarzeniem w dziejach ziemi kolskiej, w szczególności w sprawach administracyjnych, było utworzenie powiatu kolskiego. Stało się to na mocy Najwyższego Ukazu carskiego z grudnia 1866 r. o nowym podziale administracyjnym Królestwa Polskiego. Powstał on z części dotychczasowych powiatów: konińskiego (miasta Koło i Brudzew oraz 7 gmin wiejskich), łęczyckiego (miasta Dąbie, Grzegorzew i Kłodawa oraz 5 gmin wiejskich) i włocławskiego (miasta Babiak, Brdów, Izbica Kujawska i Sompolno oraz 2 gminy wiejskie). W skład powiatu nie weszły Przedecz (powiat włocławski) oraz Dzierzbice i Chodów (powiat kutnowski). Ogółem powiat kolski obejmował 9 miast, 14 gmin wiejskich i 470 wsi, liczył 1250 km² obszaru i zamieszkiwany był przez 79 813 (1869). W roku 1870, mocą kolejnego ukazu carskiego, kilka miast zdegradowano do rangi wsi i przyłączono je do gmin wiejskich. Od 1870 roku podział administracyjny powiatu był następujący:
- miasta (Koło i Dąbie)
- gminy (Brudzew, Budzisław, Chełmno nad Nerem, Czołowo, Drzewce, Izbica Kujawska, Karszew, Kłodawa, Koźmin, Kościelec, Krzykosy, Lubotyń, Lubstów i Piotrkowice)

W czasie I wojny światowej ziemie te były pod okupacją cesarskich Niemiec i powiat kolski został włączony do gubernatorstwa we Włocławku. W okresie okupacji funkcję naczelnika powiatu pełnił von Hoffman, którego w listopadzie 1918 roku zastąpił Wacław Kurnatowski. Ustawą sejmową z 2 sierpnia 1919 r. utworzono województwo łódzkie, w skład którego wszedł powiat kolski. W 1921 r. powiat ogółem zamieszkiwało 112 280 osób, z czego Polacy stanowili 86,5%, Żydzi 7,71% i Niemcy 5,75%. Stan taki utrzymywał się do 1 kwietnia 1938 r., kiedy powiat kolski – pomniejszony o gminy Koźmin i Brudzew – włączono do województwa poznańskiego. W okresie okupacji hitlerowskiej powiat kolski jako Kreis Warthbrücken znalazł się w Kraju Warty.
Po wyzwoleniu spod panowania niemieckiego przywrócono stan sprzed 1 września 1939 roku. W okresie Ii wojny światowej i w pierwszych latach po wyzwoleniu nastąpiły ogromne zmiany demograficzne, tak pod względem liczby mieszkańców, jak i składu narodowo-wyznaniowego. Ludność żydowska w znacznej większości zginęła w niemieckim obozie zagłady w Chełmnie nad Nerem. Według spisu z lutego 1945 r. powiat zamieszkiwało ogółem 89 220 osób, w tym 90% Polaków i 9,5% Niemców. Z liczącej przed wojną ponad 10 tysięcy osób społeczności żydowskiej zarejestrowano wtedy jedynie 47 osób. Powierzchnia wynosiła 1097 km². Powiat kolski w niezmienionym kształcie (od 1938 r.) funkcjonował do 28 maja 1975 r., kiedy to wprowadzono nowy podział administracyjny, likwidując powiaty i tworząc nowe 49 województw. Wówczas większa część obszaru dawnego powiatu kolskiego znalazła się w województwie konińskim, jedynie okolice Izbicy Kujawskiej weszły w skład województwa włocławskiego.
Powiat kolski ponownie utworzono 1 stycznia 1999 roku. Obecnie administracyjnie jest częścią województwa wielkopolskiego. Zamieszkuje go ponad 88 tys. mieszkańców. Obejmuje powierzchnię 1011 km². W skład powiatu wchodzi 11 gmin (7 wiejskich: Babiak, Chodów, Grzegorzew, Koło, Kościelec, Olszówka i Osiek Mały; 3 miejsko-wiejskie: Dąbie, Kłodawa i Przedecz; 1 miejska: miasto Koło).
Starostowie
W okresie zaborów funkcję naczelnika powiatu pełnili: Konstanty Jakowlew, Iwan Fridriks, Aleksander Kowalewski, Dymitr Boborykin, Mikołaj Łnow, Mikołaj Dimitriew i Mikołaj Rostowski. Podczas I wojny światowej funkcję tę piastował von Hoffman, który w nocy z 10 na 11 listopada 1918 roku przekazał urząd Wacławowi Kurnatowskiemu. W marcu 1919 roku starostą został Feliks Wilski. Do chwili wybuchu II wojny światowej urząd starosty pełnili jeszcze: Michał Słomiński, Stanisław Szera, Edward Wilczyński oraz Wincenty Makowski.
Po ponownym utworzeniu powiatu w 1999 pierwszym starostą został Wieńczysław Oblizajek, który pełnił tę funkcję do 2018 roku. Od 2018 roku starostą jest Robert Kropidłowski.

## Podział administracyjny
| Ludność i powierzchnia powiatu kolskiego | Ludność i powierzchnia powiatu kolskiego | Ludność i powierzchnia powiatu kolskiego |
| Rok                                      | Ludność                                  | Powierzchnia [km²]                       |
| ---------------------------------------- | ---------------------------------------- | ---------------------------------------- |
| 1870                                     | 79 813                                   | 1250                                     |
| 1875                                     | 84 510                                   | 1250                                     |
| 1909                                     | 118 385                                  | 1250                                     |
| 1914                                     | 144 711                                  | 1250                                     |
| 1921                                     | 112 280                                  | 1270                                     |
| 1931                                     | 119 400                                  | 1220                                     |
| 1945                                     | 89 220                                   | 1097                                     |
| 1962                                     | 94 400                                   | 1081                                     |
| 1971                                     | 94 200                                   | 1084                                     |
| 2006                                     | 88 759                                   | 1011                                     |
| 2013                                     | 88 926                                   | 1011                                     |

| Herb | Gmina            | Rodzaj gminy    | Powierzchnia | Ludność | Gęstość zaludnienia | Siedziba gminy |
| ---- | ---------------- | --------------- | ------------ | ------- | ------------------- | -------------- |
|      | gmina Babiak     | wiejska         | 133,77       | 7728    | 57                  | Babiak         |
|      | gmina Chodów     | wiejska         | 77,79        | 2946    | 37                  | Chodów         |
|      | gmina Dąbie      | miejsko-wiejska | 130,35       | 6163    | 47                  | Dąbie          |
|      | gmina Grzegorzew | wiejska         | 73,33        | 5609    | 76                  | Grzegorzew     |
|      | gmina Kłodawa    | miejsko-wiejska | 128,93       | 12544   | 97                  | Kłodawa        |
|      | miasto Koło      | miejska         | 13,85        | 23064   | 1665                | Koło           |
|      | gmina Koło       | wiejska         | 102,58       | 7904    | 77                  | Koło           |
|      | gmina Kościelec  | wiejska         | 104,64       | 6901    | 65                  | Kościelec      |
|      | gmina Olszówka   | wiejska         | 81,70        | 4436    | 54                  | Olszówka       |
|      | gmina Osiek Mały | wiejska         | 87,32        | 6191    | 71                  | Osiek Mały     |
|      | gmina Przedecz   | miejsko-wiejska | 76,45        | 4045    | 53                  | Przedecz       |

Największe miejscowości (dane z 2021 r.)
| - Koło – miasto (ludność: 20 833) - Kłodawa – miasto (ludność: 6 245) - Dąbie – miasto (ludność: 1 940) - Grzegorzew – wieś (ludność: 1 913) - Babiak – wieś (ludność: 1 821) - Przedecz – miasto (ludność: 1 604) - Powiercie – wieś (ludność: 1 118) - Osiek Wielki – wieś (ludność: 1 010) - Kościelec – wieś (ludność: 1 003) - Brdów – wieś (ludność: 855) | - Osiek Mały – wieś (ludność: 851) - Dęby Szlacheckie – wieś (ludność: 756) - Gozdów – wieś (ludność: 753) - Borki – wieś (ludność: 746) - Dobrów – wieś (ludność: 704) - Barłogi – wieś (ludność: 670) - Straszków – wieś (ludność: 652) - Powiercie-Kolonia – wieś (ludność: 643) - Ponętów Górny Drugi – wieś (ludność: 622) - Chodów – wieś (ludność: 567) | - Ruszków Pierwszy – wieś (ludność: 566) - Ponętów Dolny – wieś (ludność: 552) - Cząstków – wieś (ludność: 543) - Bierzwienna Długa-Kolonia – wieś (ludność: 512) - Wrząca Wielka – wieś (ludność: 460) - Krzewata – wieś (ludność: 444) - Trzęśniew – wieś (ludność: 431) - Rzuchów – wieś (ludność: 412) - Pomarzany Fabryczne – wieś (ludność: 409) |

## Gospodarka

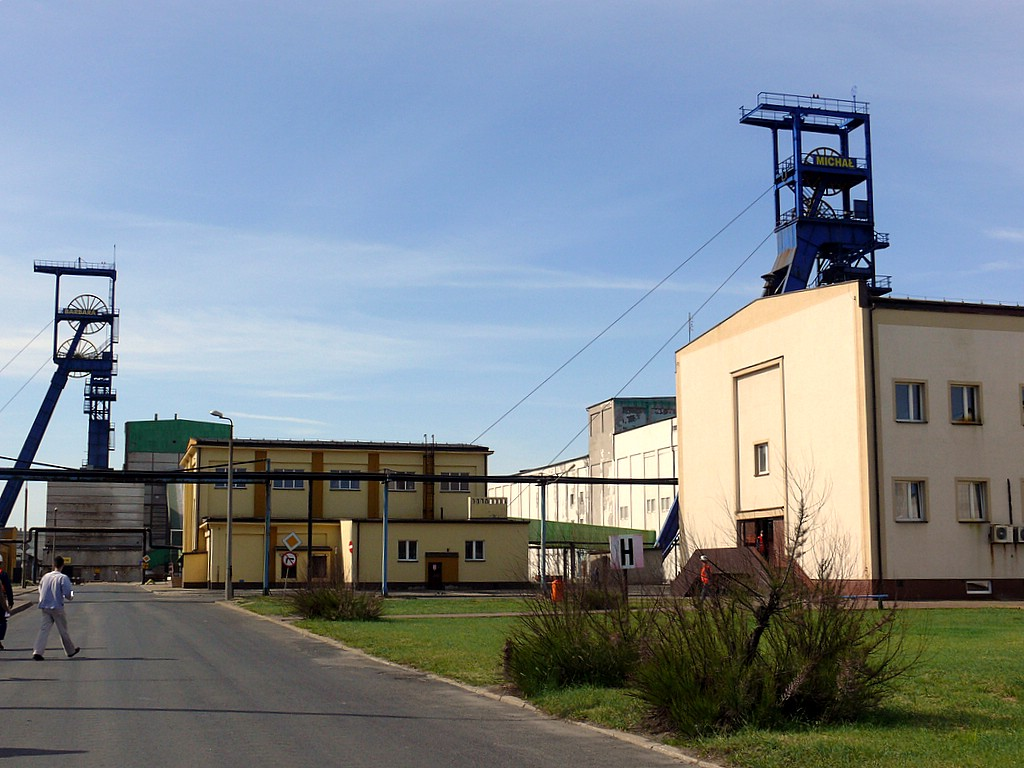
Kopalnia soli w Kłodawie

Główną gałęzią gospodarki w powiecie kolskim jest rolnictwo. Na terenie powiatu dominują gospodarstwa małe do 15 ha, które stanowią 90,1% ogółu, są to w większości gospodarstwa rodzinne. Rolnictwo jest dość różnorodne ze zdolnością do elastycznych zmian kierunków produkcji z uwzględnieniem rolnictwa ekologicznego. Duża powierzchnia użytków zielonych przyczynia się do hodowli bydła mlecznego i mięsnego. Rolnicy powiatu zajmują się też produkcją roślinną, głównie rzepaku, pszenicy i kukurydzy.
Główną gałęzią przemysłu jest przemysł wydobywczy związany z eksploatacją soli kamiennej w rejonie Kłodawy (Kopalnia Soli Kłodawa) i węgla brunatnego na terenie gminy Osiek Mały (Kopalnia Węgla Brunatnego Konin). W rejestrze REGON w końcu 2009 r. ujęte były 6493 podmioty gospodarki narodowej (bez gospodarstw indywidualnych w rolnictwie) zlokalizowane w powiecie kolskim. Przeważały wśród nich jednostki handlowe i budowlane.
Do największych podmiotów gospodarczych zlokalizowanych na terenie powiatu kolskiego należy zaliczyć: Geberit Koło, Zakłady Mięsne „Sokołów”, Wood Mizer oraz Okręgowa Spółdzielnia Mleczarska w Kole – działające na terenie miasta Koła, Kopalnię Soli Kłodawa, Glaspo w Grzegorzewie i Bovinas w Chodowie. W powiecie funkcjonuje Kolska Izba Gospodarcza zrzeszająca większość przedsiębiorców z terenu powiatu kolskiego. Reprezentuje miejscowe firmy i dba o ich interesy, czynnie promuje swoje wyroby poprzez uczestnictwo w targach, wystawach.
Liczba bezrobotnych zarejestrowanych w Powiatowym Urzędzie Pracy w Kole, według stanu na koniec września 2019 r. wynosiła 1,2 tys. osób, a stopa bezrobocia kształtowała się na poziomie 3,8% i była wyższa od średniej wojewódzkiej.
Istnieje możliwość wykorzystania źródeł wód geotermalnych, których pokłady znajdują się na terenie miasta Koła oraz gminy Dąbie.

## Transport

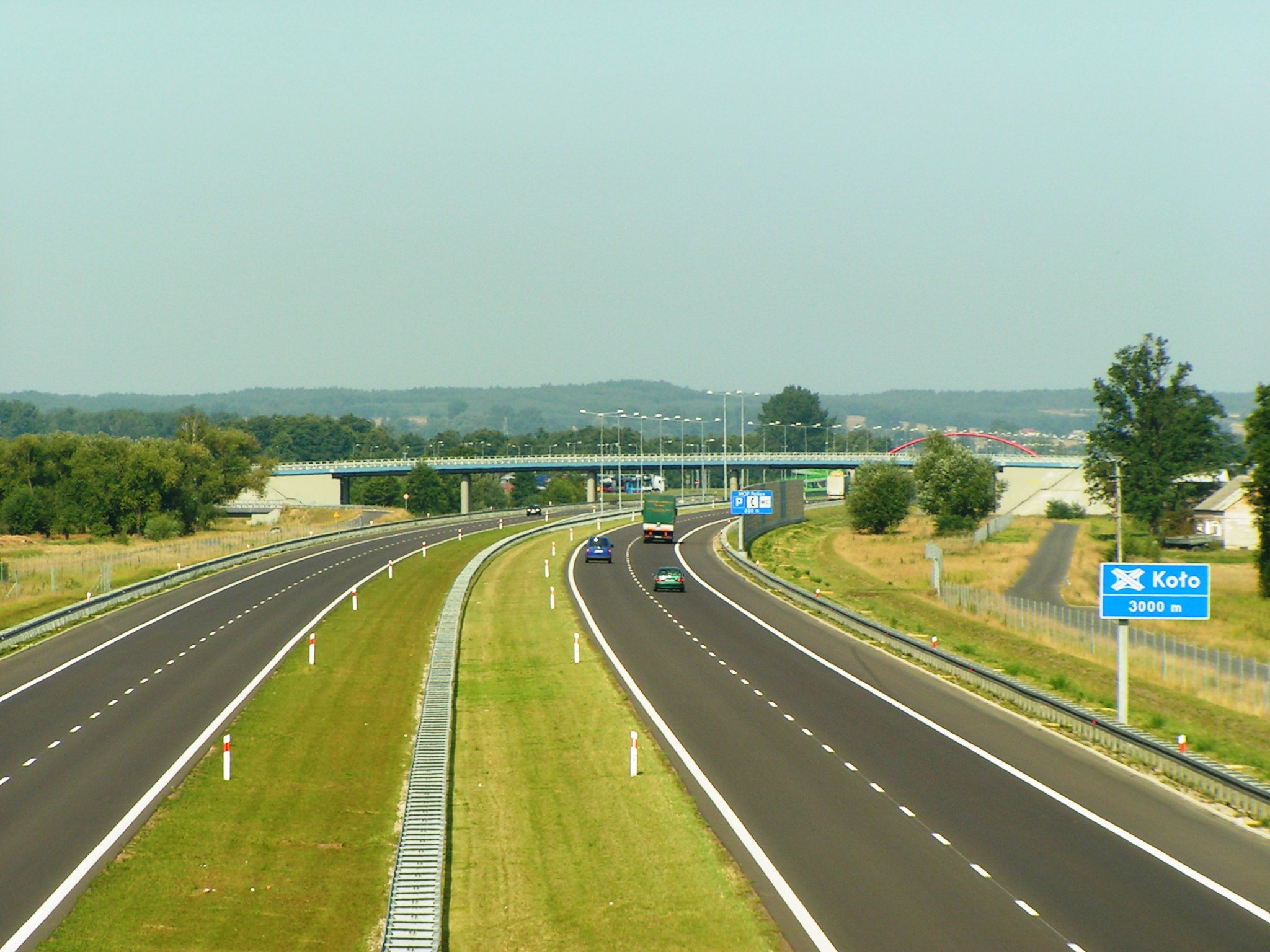
Autostrada A2 w okolicach Polic Mostowych

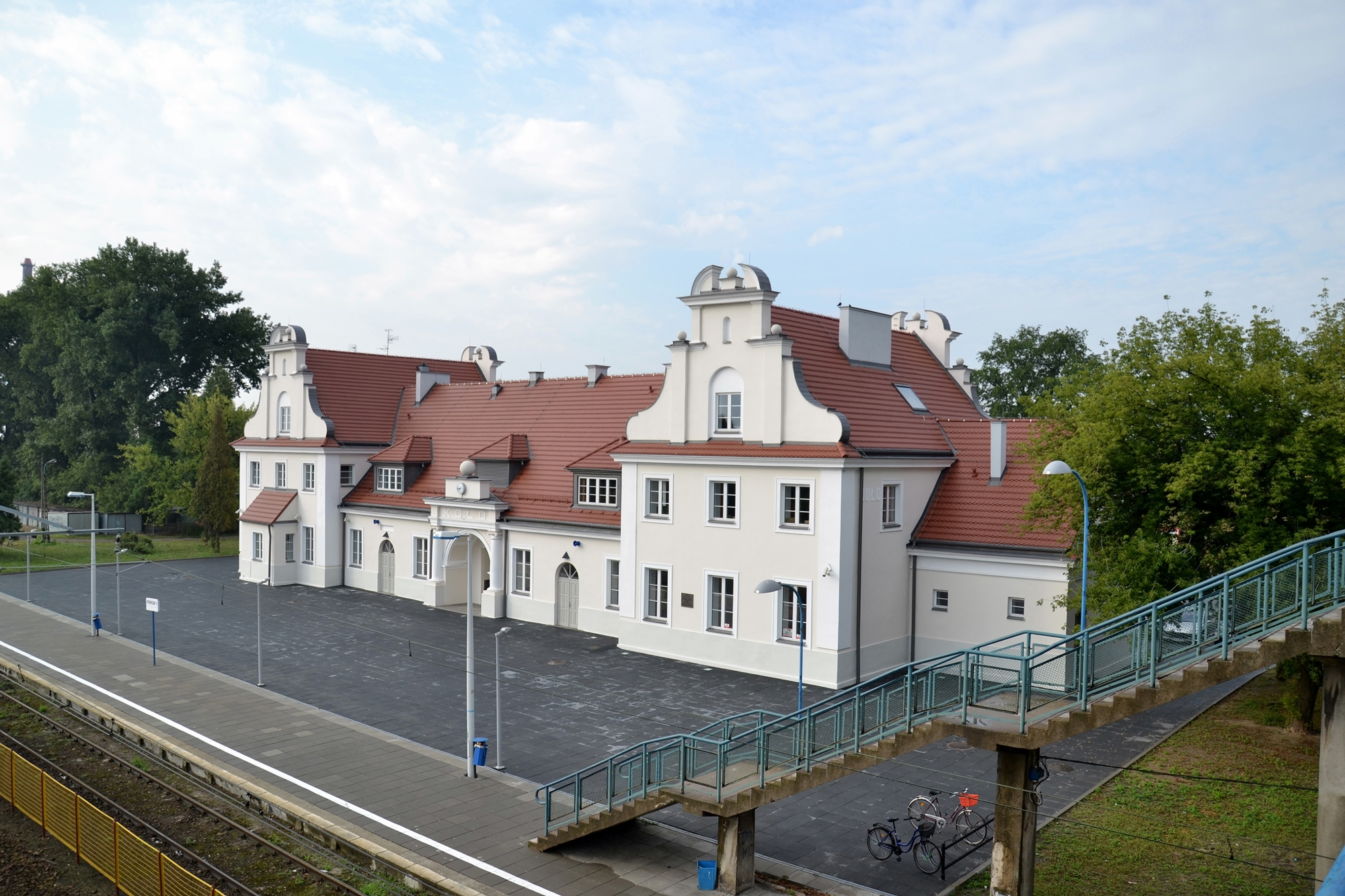
Dworzec kolejowy w Kole

### Drogi
Główną trasą drogową powiatu kolskiego jest droga krajowa nr 92 łącząca Poznań i Warszawę, przebiegająca z zachodu na wschód powiatu, przez dwa główne miasta Koło i Kłodawę. Przez południowe krańce przebiega 25 km odcinek autostrady A2, na której znajdują się dwa zjazdy na teren powiatu w Daniszewie i Domaninie.
- E30  Autostrada A2 (E30): granica państwa – Świecko – Poznań – Warszawa – Terespol – granica państwa

- Droga krajowa nr 92: Rzepin – Pniewy – Poznań – Września – Konin – Kutno – Warszawa

- Droga wojewódzka nr 263: Dąbie – Słupca
- Droga wojewódzka nr 269: Sompolno – Izbica Kujawska – Kowal
- Droga wojewódzka nr 270: Koło – Brześć Kujawski
- Droga wojewódzka nr 470: Kościelec – Turek – Kalisz
- Droga wojewódzka nr 473: Koło – Łask

### Kolej
Głównymi stacjami kolejowymi powiatu są Koło i Kłodawa, które powstały w 1922 r. Położone są przy linii kolejowej nr 3: Frankfurt nad Odrą-Warszawa. Na tej linii znajdują się także stacje i przystanki kolejowe: Budki Nowe, Barłogi i Turzynów.
W kierunku południkowym przez obszar powiatu przebiega linia kolejowa nr 131 tzw. magistrala węglowa z Chorzowa do Gdyni. Na tej trasie położone są stacje: Babiak, Lipie Góry, Ponętów i Dąbie nad Nerem.
linie kolejowe czynne
- 3 Warszawa Zachodnia – Koło – Poznań Główny – Kunowice
- 131 Chorzów Batory – Ponętów – Tczew

Ponadto przez powiat przebiegała linia kolejowa wąskotorowa Sompolno – Dąbie nad Nerem, którą etapami likwidowano w 1964 r. i ostatecznie wyłączono z eksploatacji w 2001 r.

## Turystyka

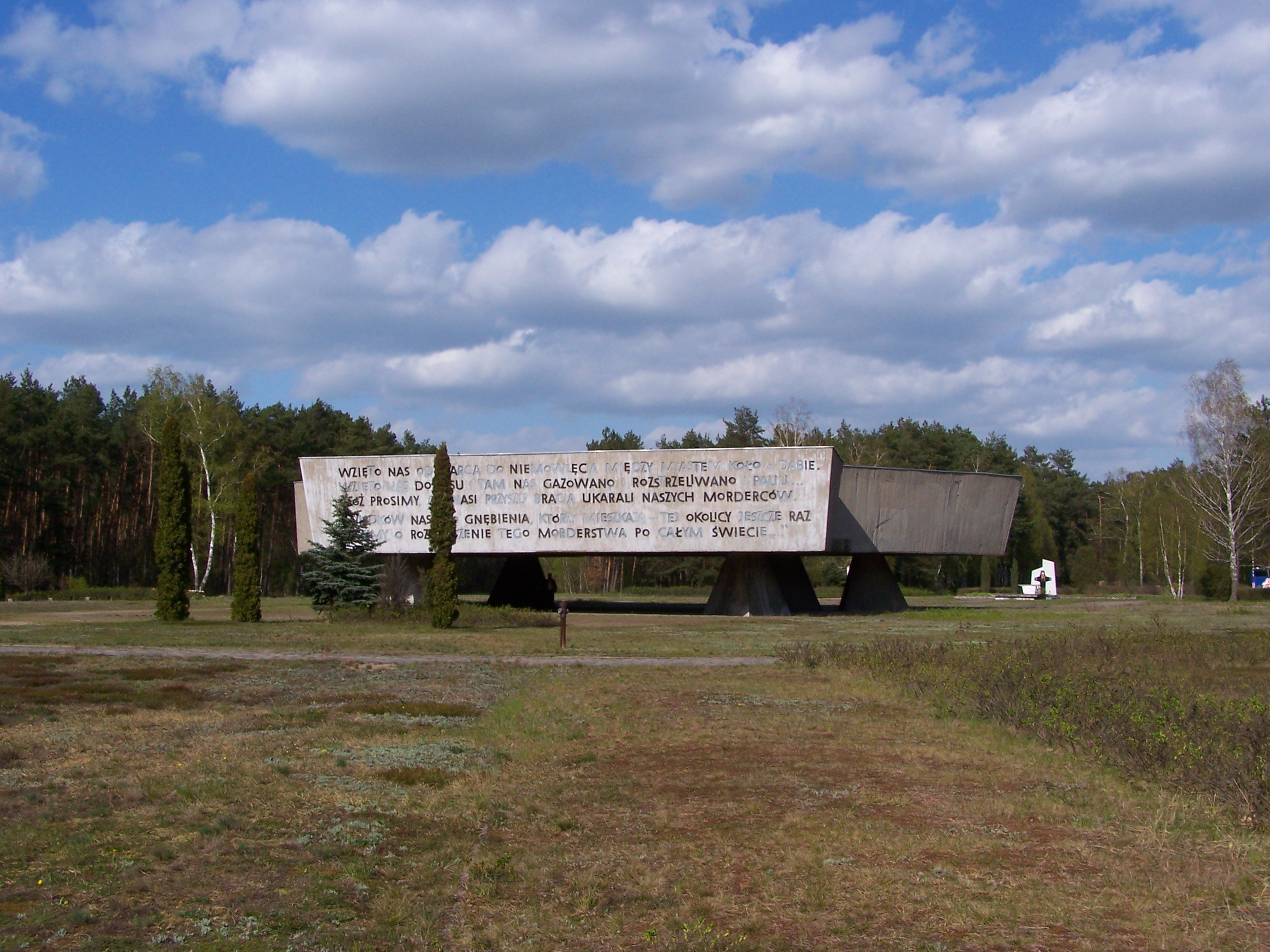
Pomnik w byłym obozie zagłady w Chełmnie

Najważniejszym ośrodkiem turystycznym regionu jest stolica – Koło, ośrodek zagłady w Chełmnie, kopalnia soli w Kłodawie oraz miejscowości położone nad brzegiem jezior: Brdów (Jezioro Brdowskie), Przedecz (Jezioro Przedeckie), Lubotyń (Jezioro Lubotyńskie). Obecnie trwają prace przygotowawcze nad utworzeniem w kłodawskiej kopalni uzdrowiska.
Do ciekawych przyrodniczo obszarów leśnych należą: rezerwat Kawęczyńskie Brzęki, gdzie rosną unikalne naturalne drzewostany jarzębu brekini, rezerwat Rogóźno na terenie gminy Przedecz, kompleks przyrodniczy Bielce – w okolicach Kościelca. Atrakcję przyrodniczą stanowi również użytek ekologiczny kompleksu łąkowo-depresyjnego Dąbskie Błota – miejsce lęgowe około 200 gatunków ptaków.
Na terenie powiatu zlokalizowano 67 pomników przyrody.
muzea
- Muzeum byłego Obozu Zagłady w Chełmnie nad Nerem
- Muzeum Technik Ceramicznych w Kole
- Muzeum Poczty i Telekomunikacji we Wrocławiu – filia w Kościelcu
- Muzeum Okręgowe w Przedczu

## Zabytki
gmina Babiak
- Babiak

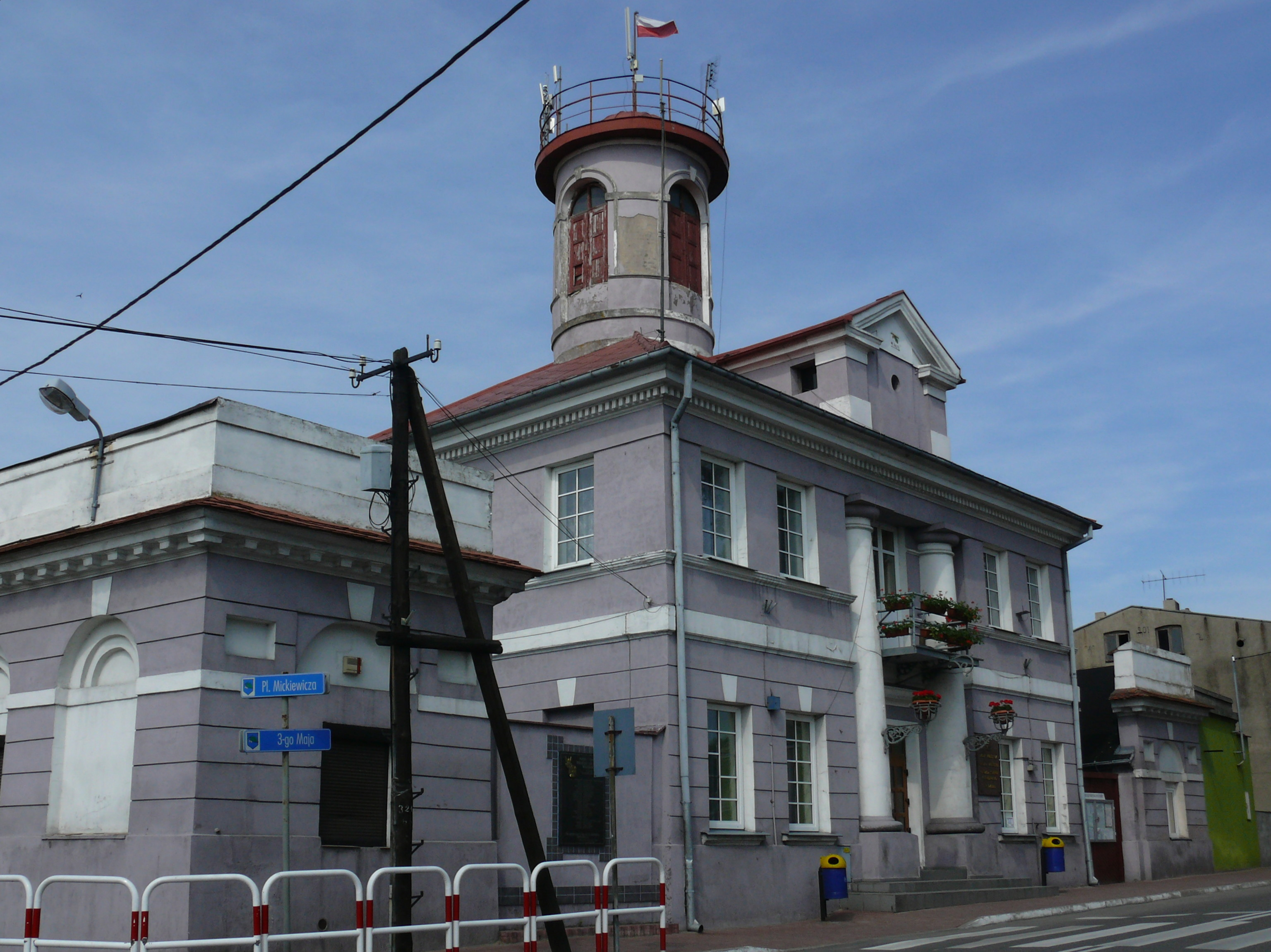
Ratusz w Dąbiu

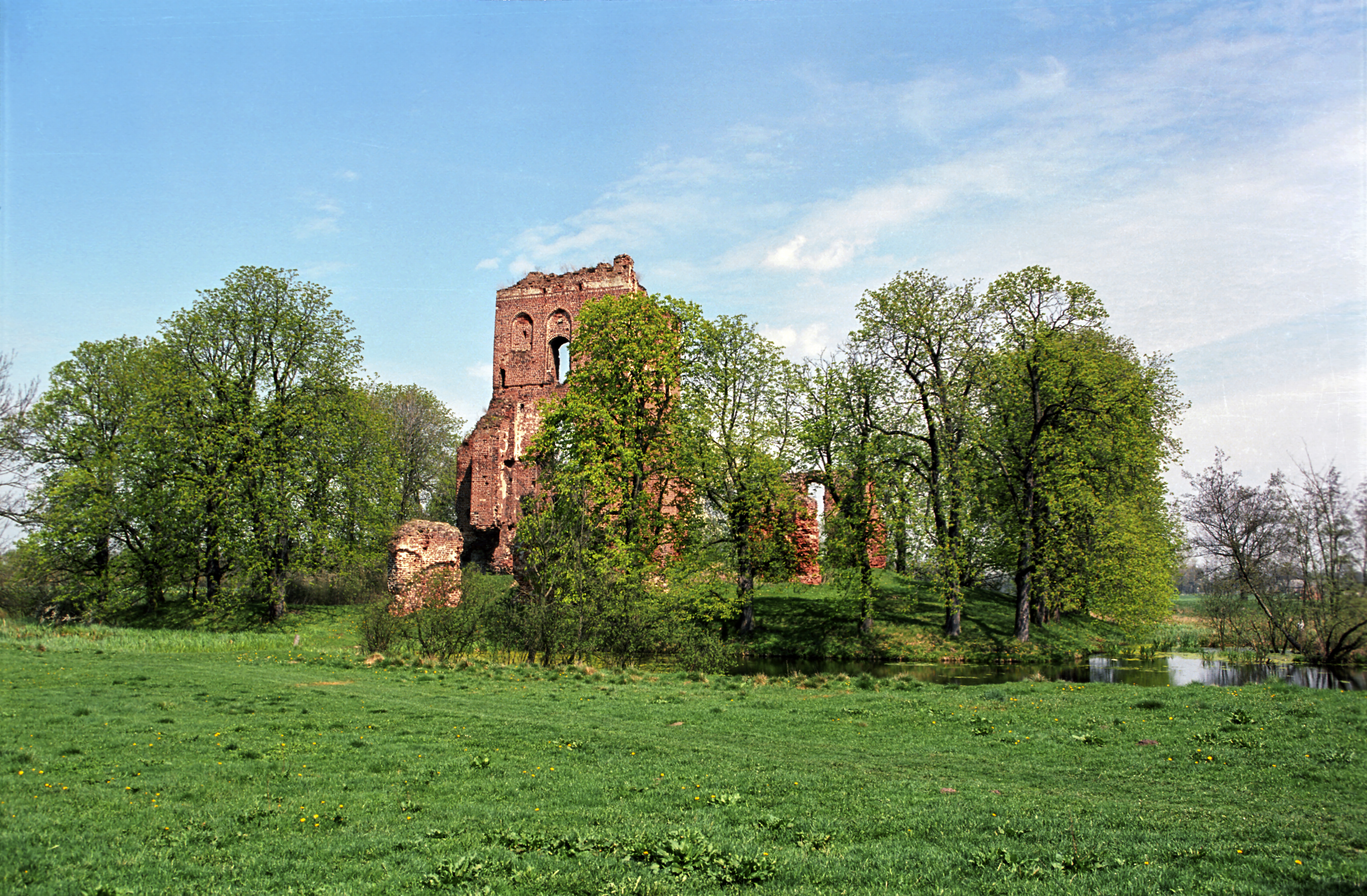
Ruiny zamku w Borysławicach Zamkowych

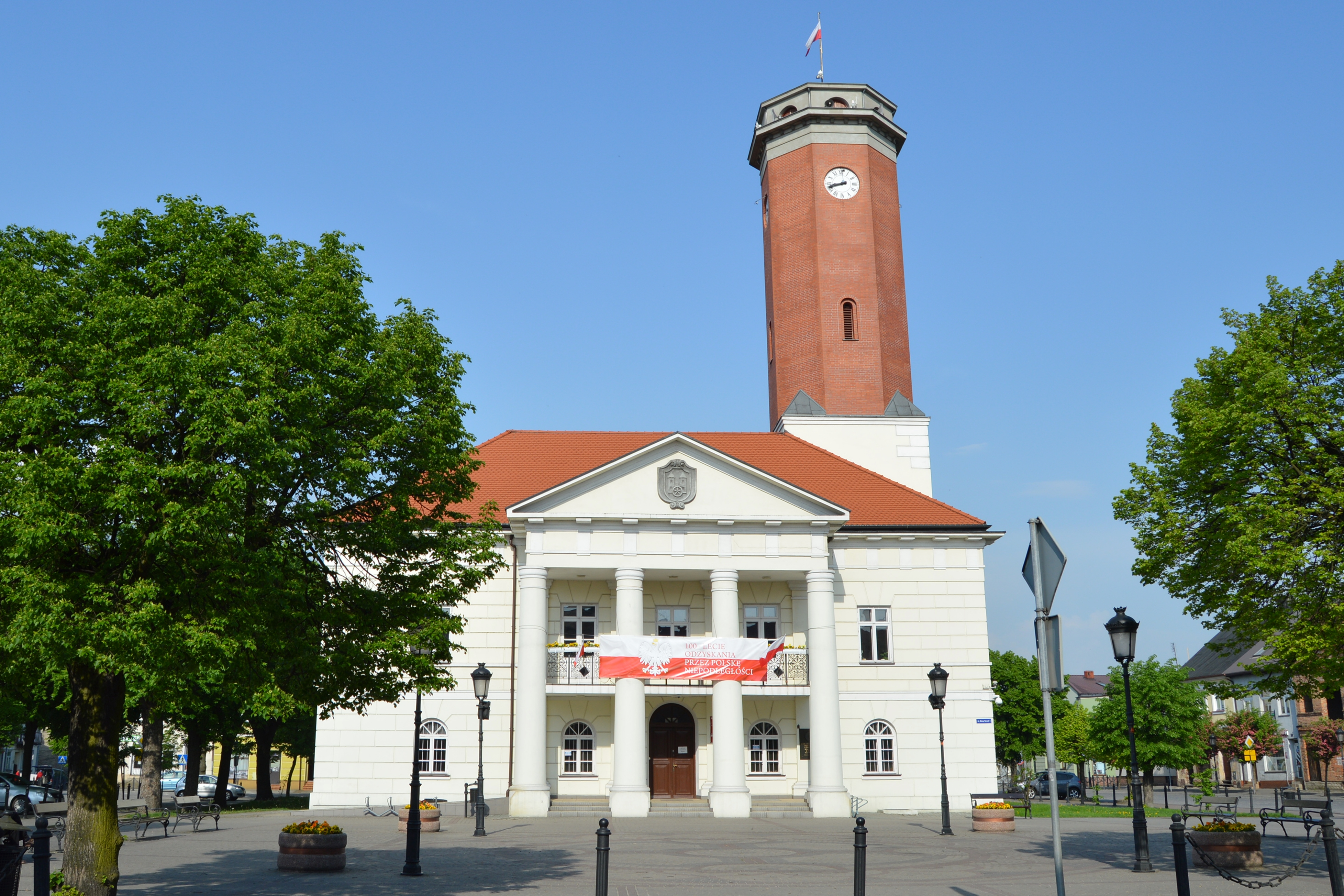
Ratusz w Kole

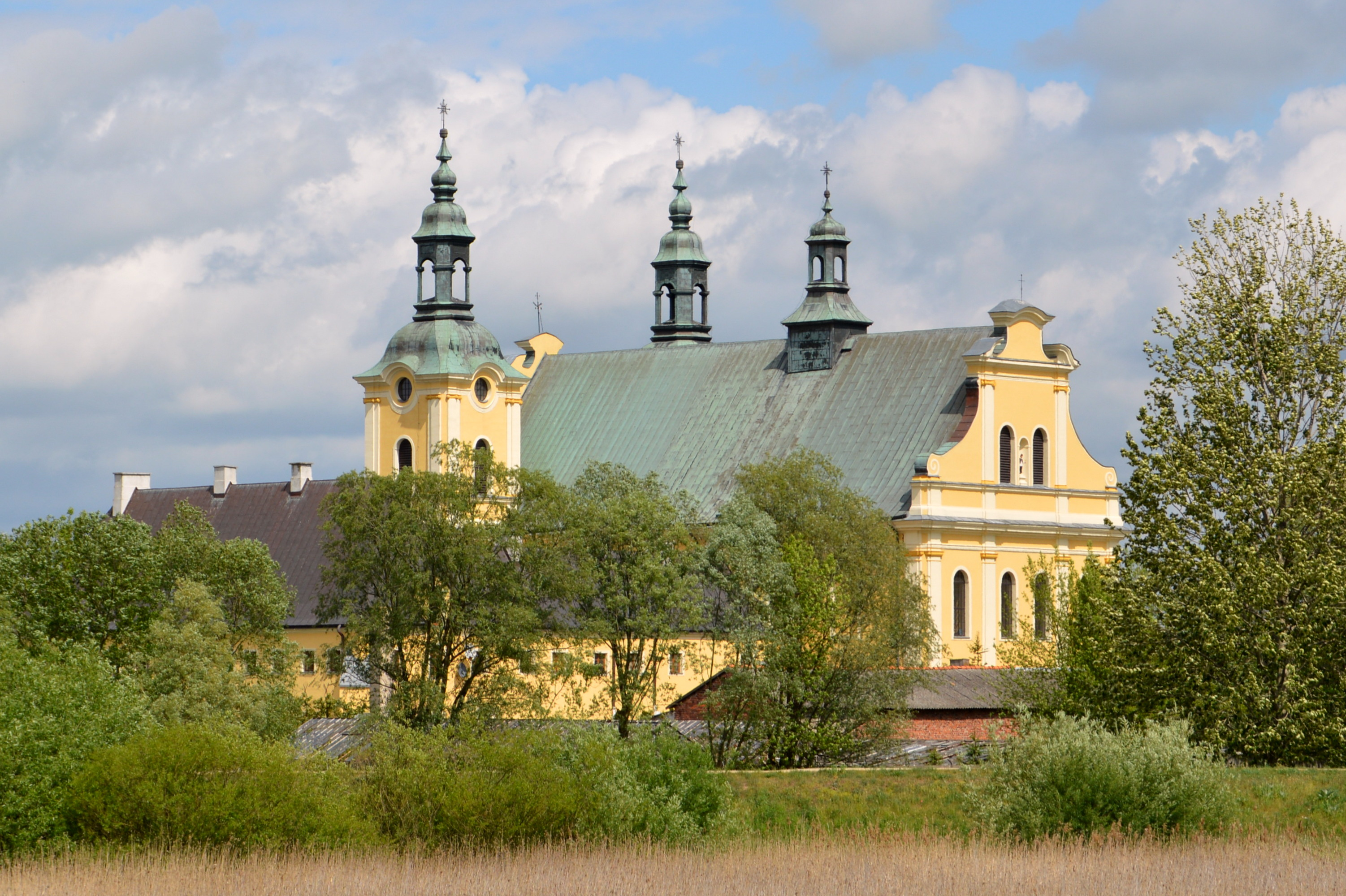
Kościół i klasztor bernardynów w Kole

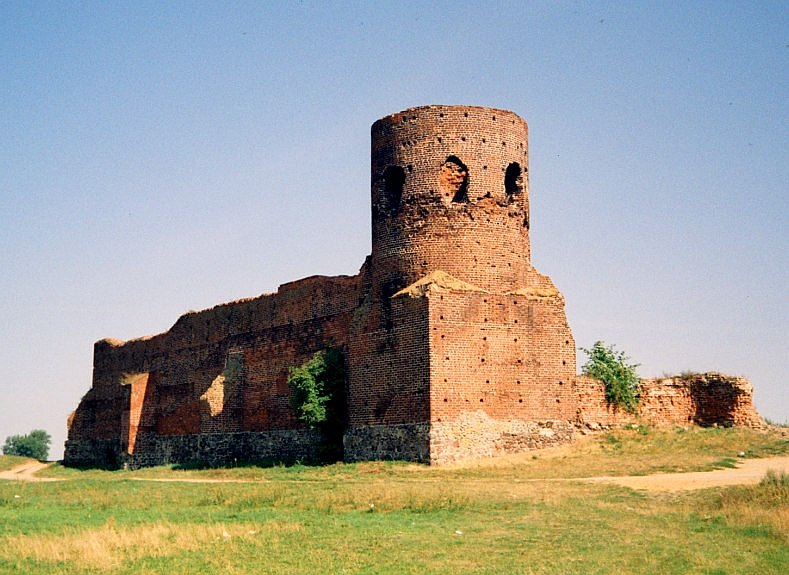
Ruiny zamku w Gozdowie

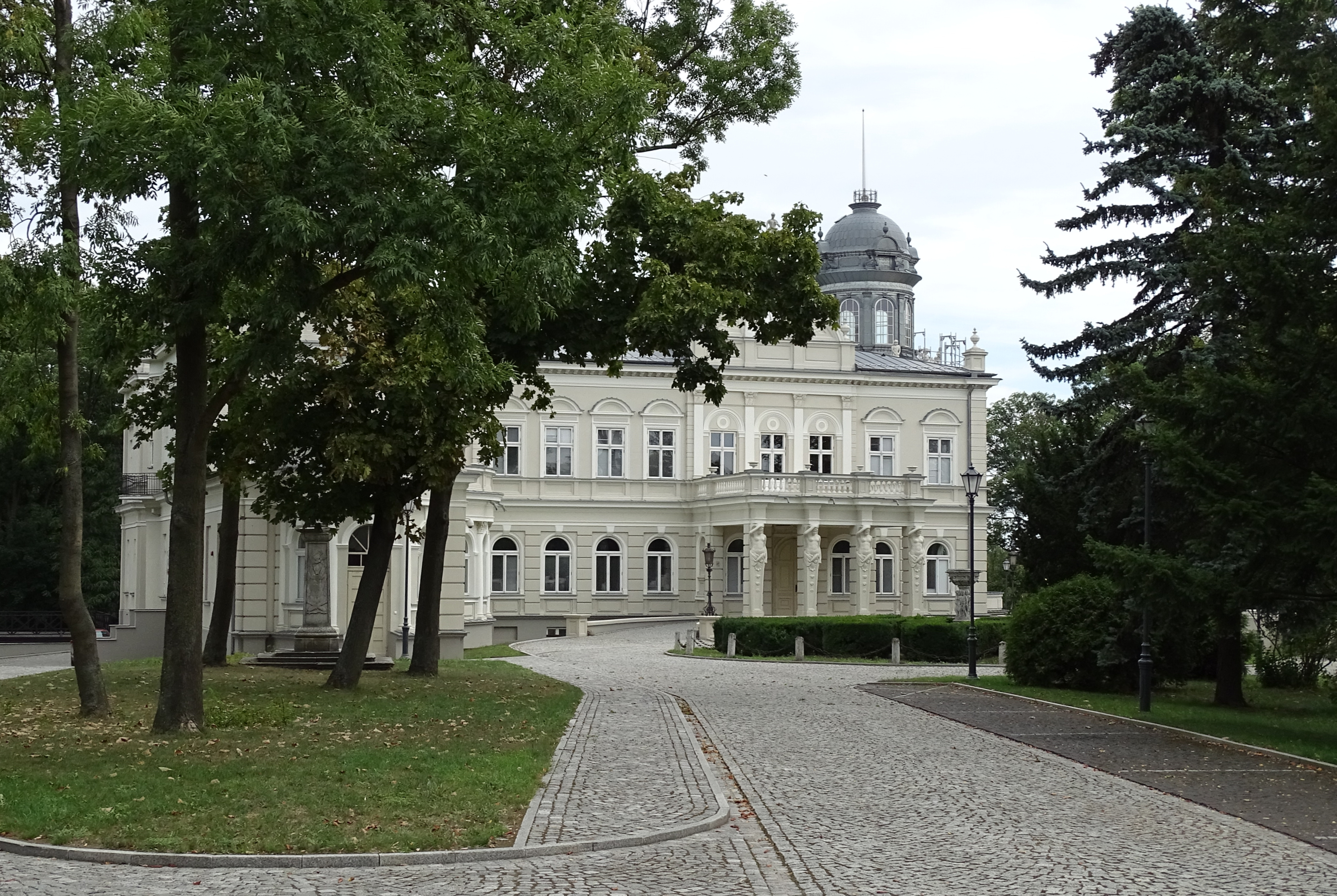
Pałac w Kościelcu

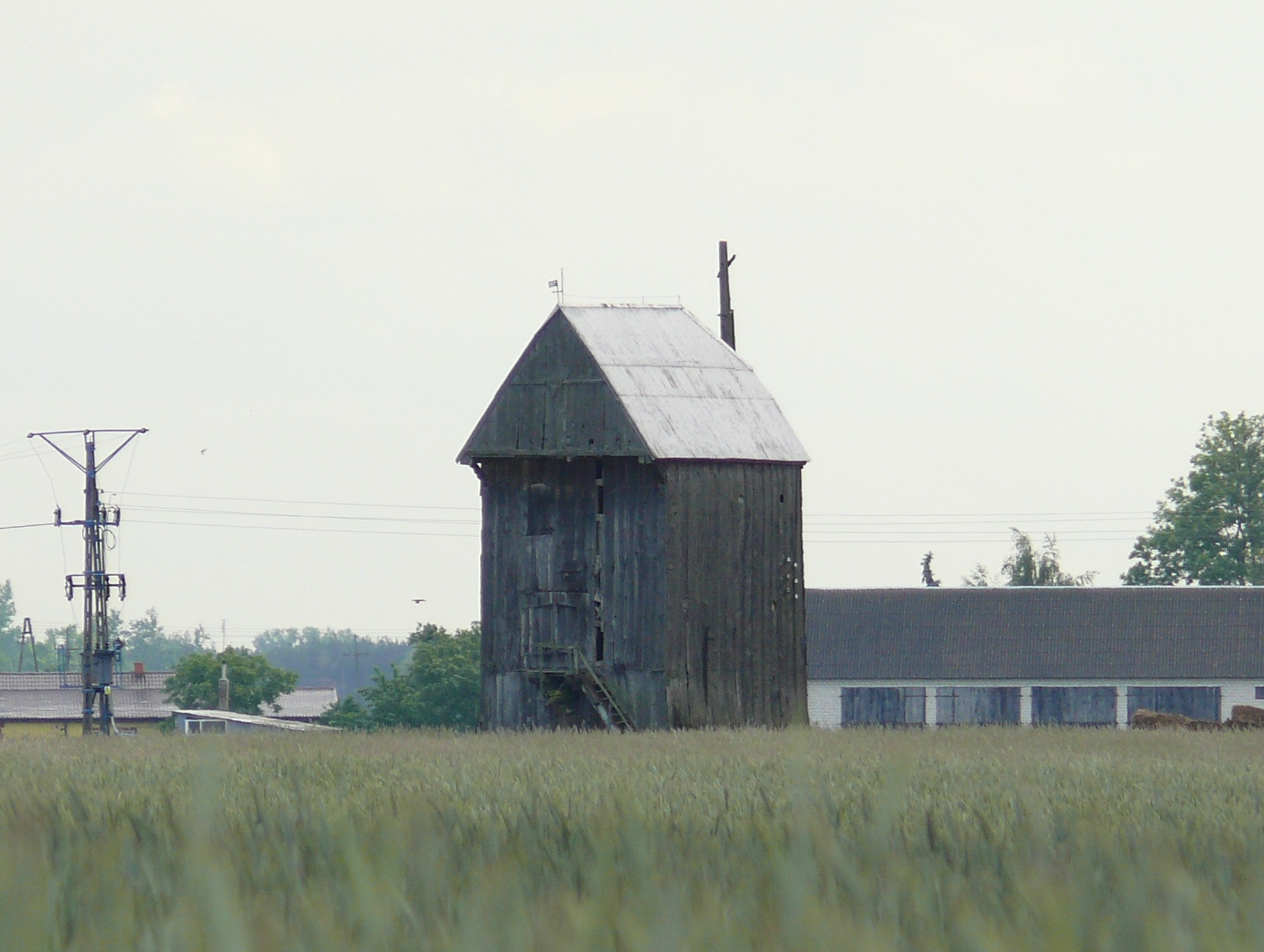
Wiatrak w Tomaszewie

  - dawny kościół ewangelicki z 1823 r.
- Brdów:
  - barokowy kościół św. Wojciecha (prezbiterium – XIV w., korpus – XVIII w.)
  - klasztor oo. paulinów z XVII–XVIII wieku
  - cmentarz rzymskokatolicki z 1790 r.
- Dębno Poproboszczowskie
  - drewniany kościół św. Michała Archanioła z 1766 r.
- Lubotyń
  - renesansowy kościół św. Wawrzyńca z lat 1612–1620

gmina Chodów
- Chodów
  - drewniany kościół Podwyższenia Świętego Krzyża z przełomu XVI i XVII wieku
- Rdutów
  - klasycystyczny kościół św. Jana Chrzciciela z 1800 r.

gmina Dąbie
- Chełmno
  - neogotycki kościół Narodzenia NMP z 1875 r.
  - teren byłego niemieckiego obozu zagłady Kulmhof
- Dąbie
  - kościół św. Mikołaja Biskupa z lat 1807–1809
  - klasycystyczny ratusz z 1814 r.
  - klasycystyczna zabudowa miasta

gmina Grzegorzew
- Borysławice Kościelne
  - drewniany kościół Wniebowzięcia NMP z XVIII wieku
- Borysławice Zamkowe
  - ruiny zamku rycerskiego z 1425 r.
- Grzegorzew
  - drewniany kościół św. Mikołaja z 1776 r.

gmina Kłodawa
- Kłodawa
  - drewniany kościół św. Fabiana i Sebastiana na cmentarzu z 1557 r.
  - późnobarokowy kościół Wniebowzięcia NMP z XVIII wieku
  - dawny klasztor karmelitów trzewiczkowych z XVIII wieku
  - późnoklasycystyczny ratusz z 1820 r.
  - najstarsza część kopalni soli z lat 50. XX wieku

miasto Koło
- - gotycki kościół Podwyższenia Krzyża Świętego z przełomu XIV i XV wieku
  - klasycystyczny ratusz miejski z gotycką wieżą z XVI wieku
  - kompleks kościoła Nawiedzenia NMP i klasztoru oo. bernardynów z XVIII wieku
  - drewniany spichlerz zbożowy z XVIII wieku
  - neogotycki kościół Opatrzności Bożej (ewangelicki) z 1882 r.
  - budynek dworca kolejowego oraz wieża ciśnień

gmina Koło
- Wrząca Wielka
  - niewielkie ruiny późnośredniowiecznego rycerskiego dworu obronnego z XV wieku
  - klasycystyczny pałac wybudowany na przełomie XVIII i XIX wieku
  - neoromański kościół św. Jakuba Apostoła wybudowany w 1888 r.

gmina Kościelec
- Dobrów:
  - barokowy kościół Trójcy Świętej z 1764 r.
  - drewniana kaplica bł. Bogumiła z 1788 r.
- Gozdów
  - ruiny gotyckiego zamku z XIV wieku, wybudowanego za czasów Kazimierza Wielkiego
- Kościelec:
  - romański kościół św. Andrzeja Apostoła z pierwszej połowy XII wieku
  - eklektyczny pałac z XIX wieku

gmina Olszówka
- Tomaszew
  - wiatrak koźlak z przełomu XVIII i XIX wieku
- Umień
  - drewniany kościół św. Michała Archanioła z XVII wieku

gmina Osiek Mały
- Dęby Szlacheckie
  - drewniany kościół Wniebowzięcia NMP z 1756 r.

gmina Przedecz
- Przedecz
  - gotycka baszta z XIV wieku
  - średniowieczna zabudowa miasta
  - klasycystyczny ratusz z 1826 r.
  - neogotycki kościół Świętej Rodziny z lat 1905–1909

## Edukacja
szkoła wyższa
- Koło

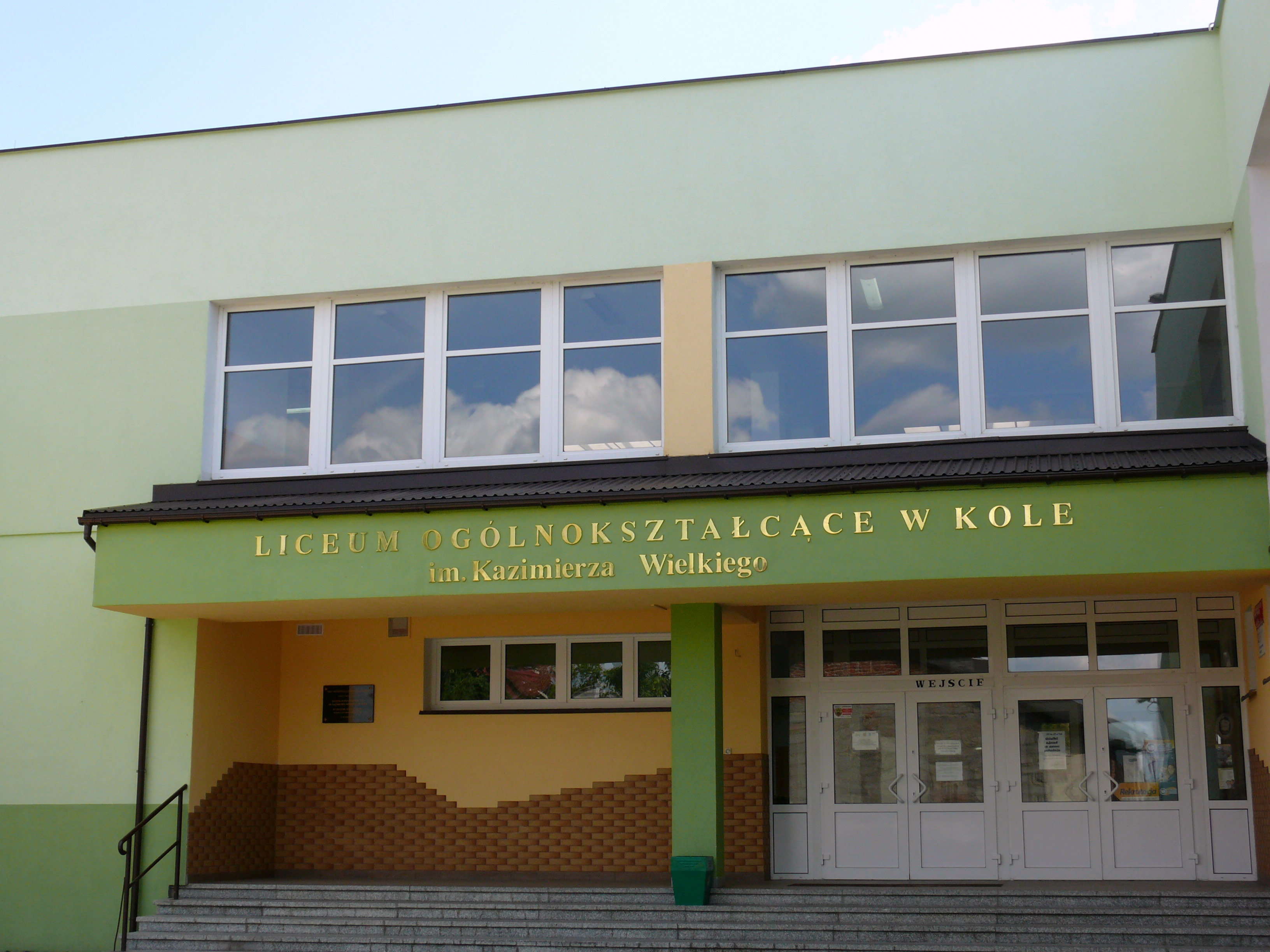
Liceum Ogólnokształcące w Kole

  - Społeczna Akademia Nauk w Łodzi, zamiejscowy ośrodek dydaktyczny

szkoły ponadpodstawowe
- Kłodawa
  - Zespół Szkół Ponadgimnazjalnych im. Marii Dąbrowskiej
- Koło
  - Liceum Ogólnokształcące im. Kazimierza III Wielkiego
  - Zespół Szkół Ekonomiczno-Administracyjnych im. Stanisława i Władysława Grabskich
  - Zespół Szkół Technicznych
- Kościelec
  - Państwowe Liceum Sztuk Plastycznych
  - Zespół Szkół Rolniczych Centrum Kształcenia Ustawicznego im. Stanisława Staszica
- Powiercie
  - Zespół Szkół Centrum Kształcenia Rolniczego – szkoła resortowa Ministerstwa Rolnictwa i Rozwoju Wsi[18]

## Religia
Kościół rzymskokatolicki

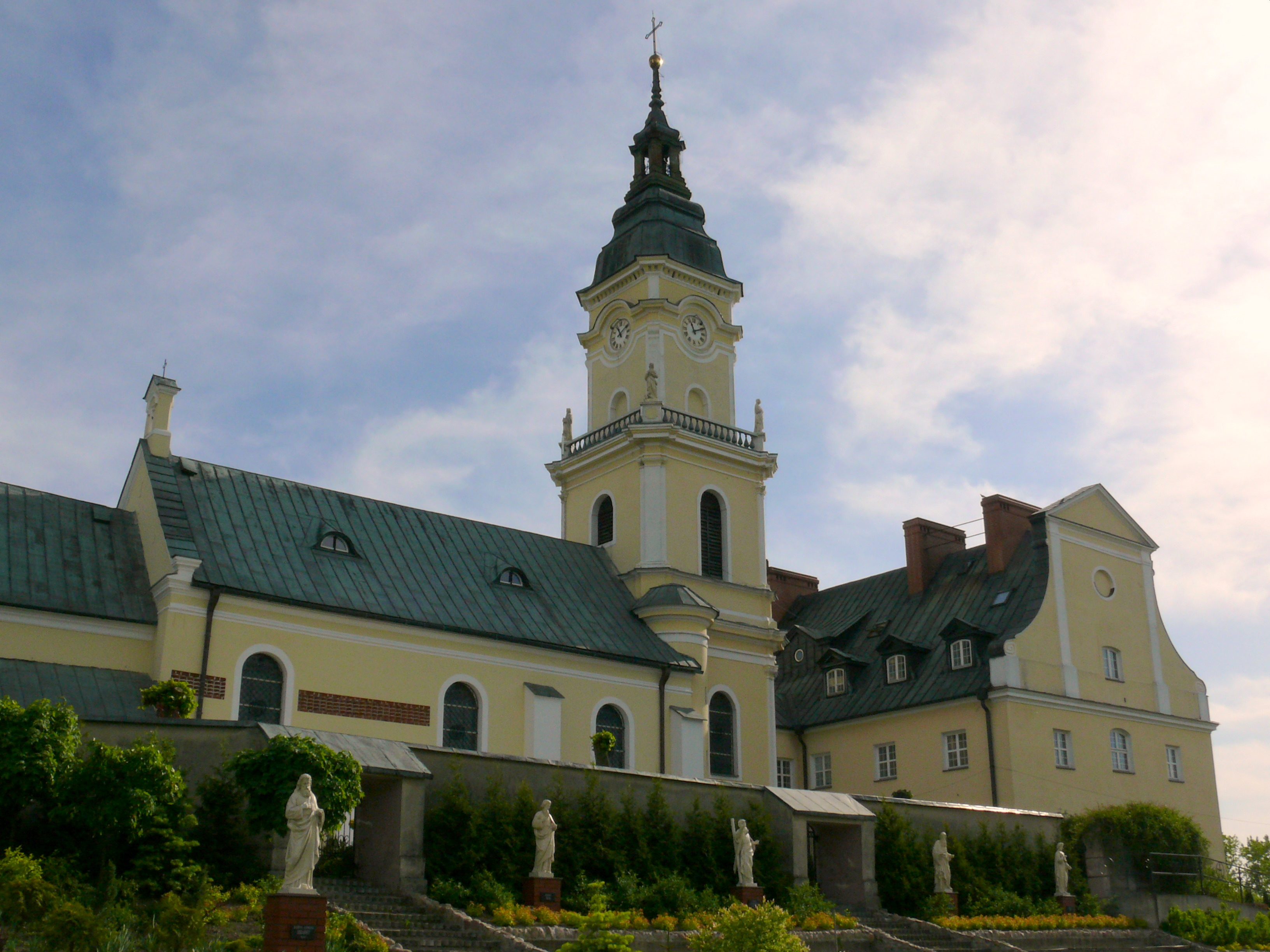
Kościół św. Wojciecha w Brdowie

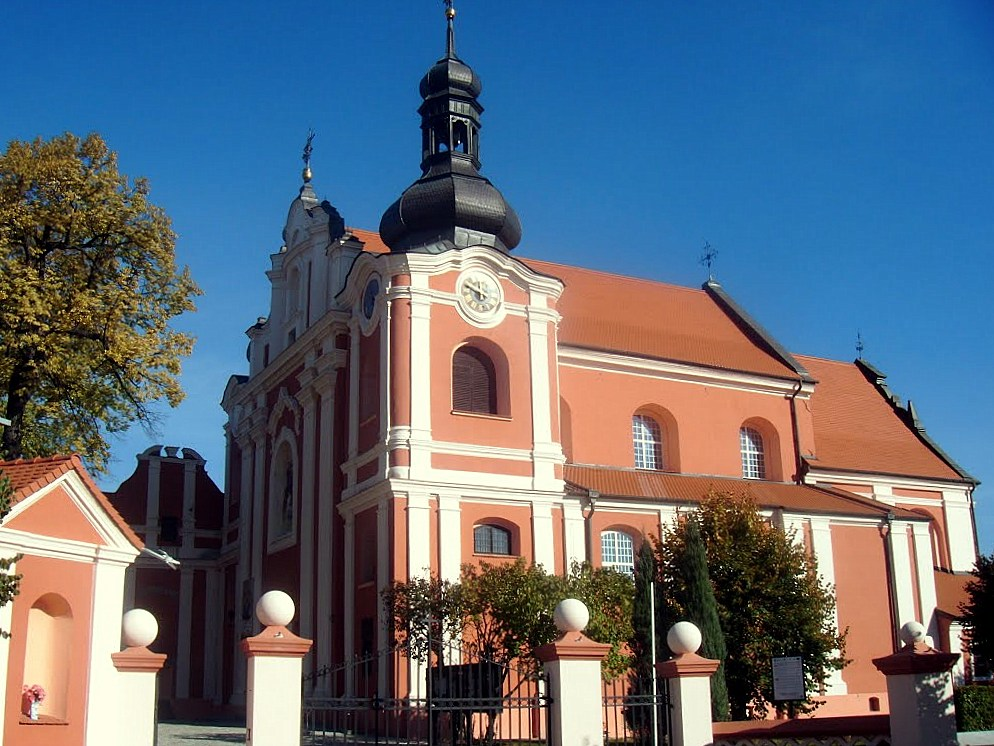
Kościół Wniebowzięcia NMP w Kłodawie

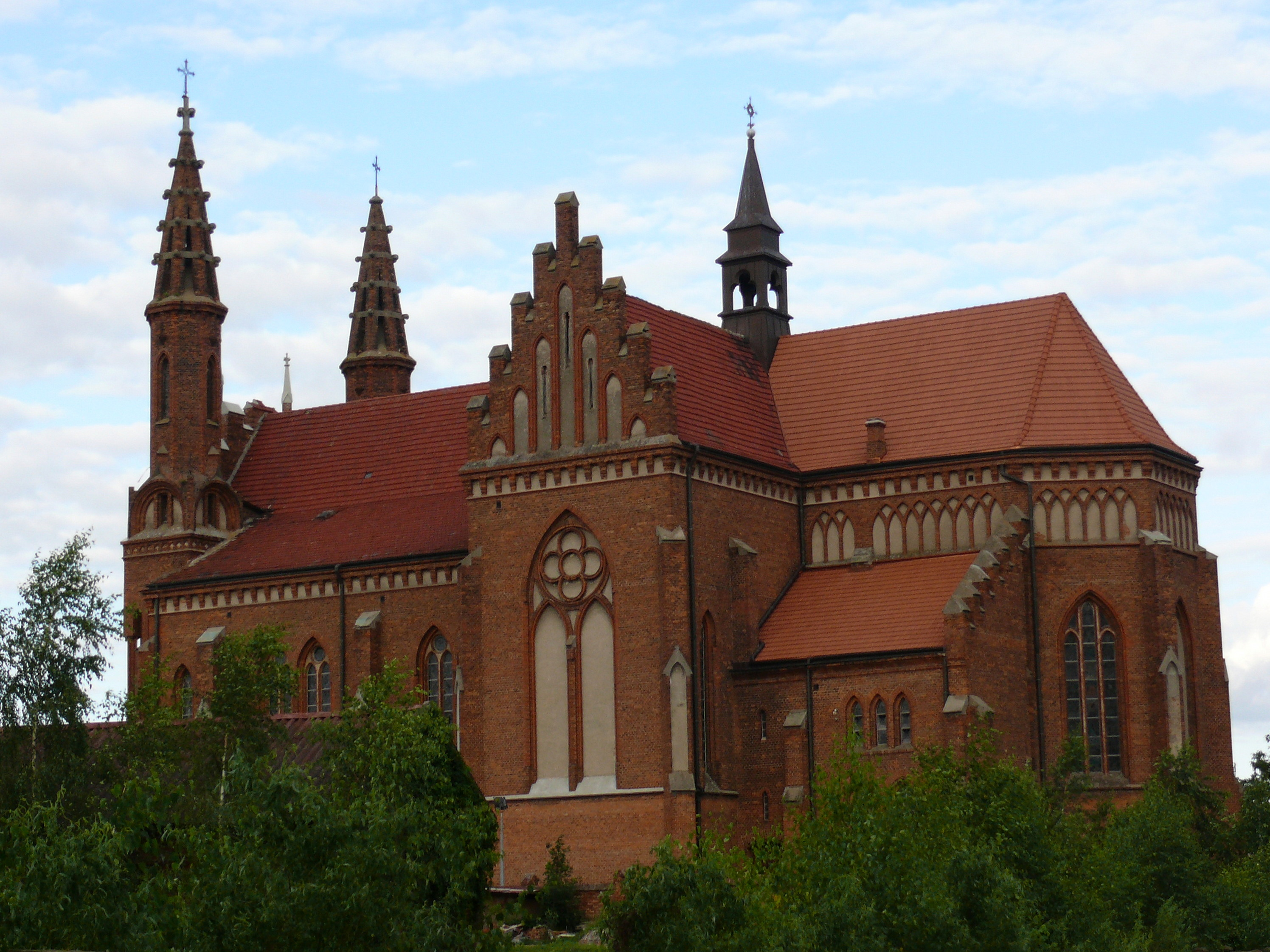
Kościół Świętej Rodziny w Przedczu

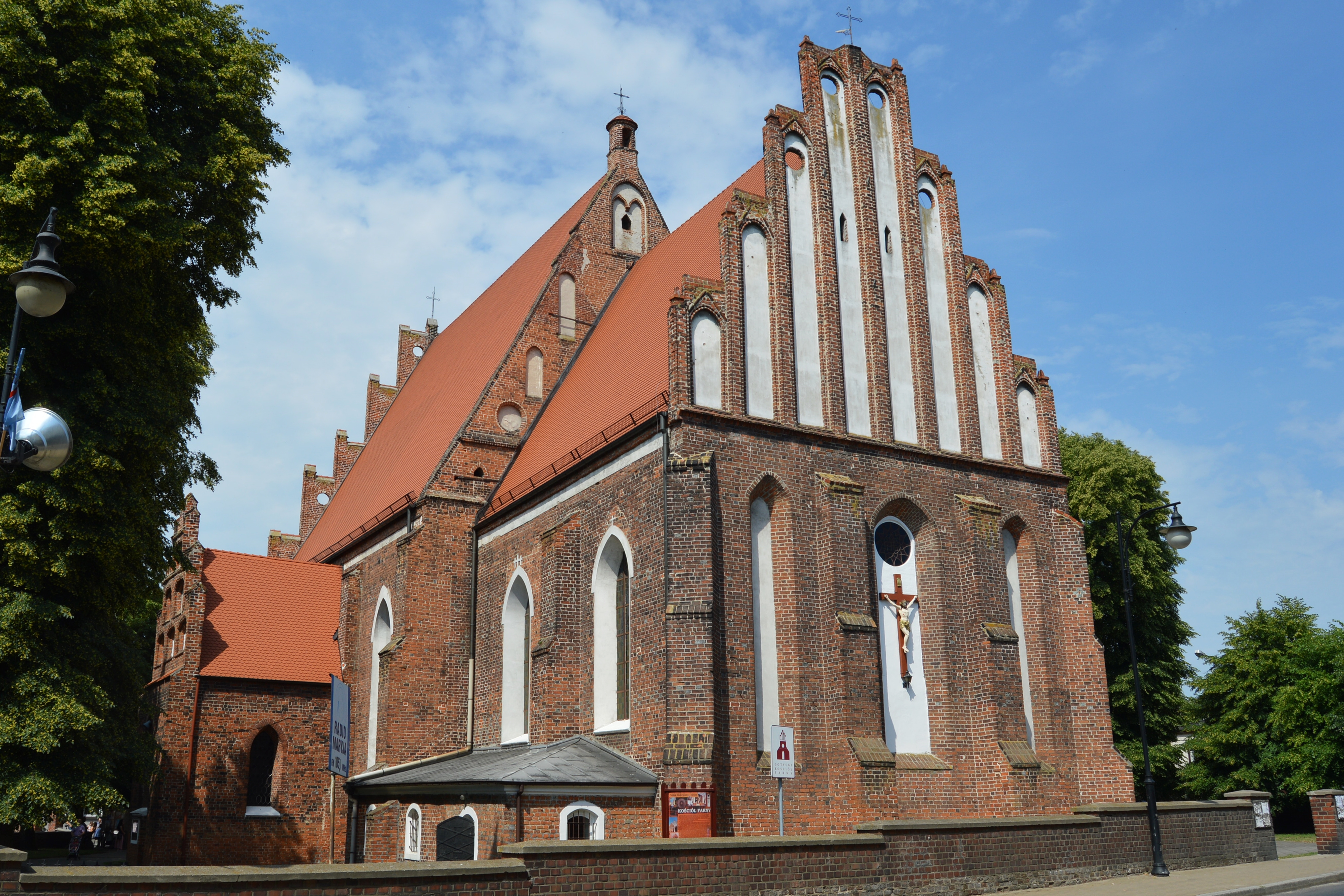
Kościół Podwyższenia Krzyża Świętego w Kole

- metropolia gnieźnieńska, diecezja włocławska
  - dekanat izbicki
    - parafia Przemienienia Pańskiego w Babiaku
    - parafia św. Wojciecha w Brdowie
    - parafia św. Michała Archanioła w Dębnie Królewskim

  - dekanat kłodawski
    - parafia św. Rocha w Barłogach
    - parafia św. Dominika w Bierzwiennie Długiej
    - parafia Wniebowzięcia Najświętszej Maryi Panny w Borysławicach Kościelnych
    - parafia św. Mikołaja w Dąbiu
    - parafia Wniebowzięcia Najświętszej Maryi Panny w Kłodawie
    - parafia Świętej Rodziny w Przedczu
    - parafia św. Michała Archanioła w Umieniu

  - dekanat kolski
    - parafia Narodzenia Najświętszej Maryi Panny w Chełmnie nad Nerem
    - parafia Wniebowzięcia Najświętszej Maryi Panny w Grzegorzewie
    - parafia Matki Bożej Częstochowskiej w Kole
    - parafia Podwyższenia Krzyża Świętego w Kole
    - parafia św. Bogumiła w Kole
    - parafia Wniebowstąpienia Pańskiego w Ochlach
    - parafia św. Bartłomieja w Osieku Wielkim
    - parafia Błogosławionych 108 Męczenników w Powierciu
    - parafia św. Jakuba we Wrzącej Wielkiej

  - dekanat kościelecki
    - parafia św. Stanisława w Białkowie Kościelnym
    - parafia Trójcy Świętej w Dobrowie
    - parafia św. Andrzeja Apostoła w Kościelcu

  - dekanat sompoleński
    - parafia Wniebowzięcia Najświętszej Maryi Panny w Dębach Szlacheckich
    - parafia św. Wawrzyńca w Lubotyniu
- metropolia łódzka, diecezja łowicka
  - dekanat Krośniewice
    - parafia św. Mikołaja Biskupa w Dzierzbicach
    - parafia św. Jana Chrzciciela w Rdutowie

Kościół Starokatolicki Mariawitów w RP
- diecezja śląsko-łódzka
  - parafia św. Mateusza Apostoła i Ewangelisty w Nowej Sobótce
  - parafia Przenajświętszego Sakramentu w Kadzidłowej

Kościół Katolicki Mariawitów
- kustodia płocka
  - parafia Przenajświętszego Sakramentu w Zieleniewie

Kościół Ewangelicko-Augsburski w RP
- diecezja pomorsko-wielkopolska
  - parafia Ewangelicko-Augsburska w Koninie
    - filiał w Kole

Świadkowie Jehowy:
- zbór Kłodawa
- zbór Koło-Wschód
- zbór Koło-Zachód

## Policja
- Komenda Powiatowa Policji w Kole,
- Posterunek Policji w Babiaku,
- Posterunek Policji w Dąbiu,
- Komisariat Policji w Kłodawie[20]